# L'Anecdote
L'Anecdote est un journal hebdomadaire papier francophone au Cameroun. Le journal est connu pour avoir publié une liste des homosexuels au Cameroun. Basé à Yaoundé, il distribue via les kiosques.

## Historique
L'Anecdote est basé à Yaoundé au Cameroun. Il est créé le 26 mai 1995. Il fait partie du groupe de presse l'Anecdote et de la Holding de Jean-Pierre Amougou Belinga,.
Le journal devient célèbre en publiant une liste des homosexuels au Cameroun,.

## Ligne éditoriale
L'Anecdote est un journal d'actualité. Ernest Obama en a été le rédacteur en chef,.